# Vladimír Masár (ekonom)
Vladimír Masár (* 2. května 1958 Partizánske) je slovenský ekonom. V letech 1993–1999 byl guvernérem Národní banky Slovenska.

## Životopis

### Vzdělání
Absolvoval katedru bankovnictví a mezinárodních financí Národohospodářské fakulty Ekonomické univerzity v Bratislavě.

### Kariéra
V letech 1991 až 1992 byl ředitelem úvěrového odboru Tatra banky. V září 1992 byl jmenován 1. náměstkem ministra financí SR a následně za náměstka státního tajemníka Ministerstva financí SR. Roku 1992 jej vláda jmenovala předsedou přípravného výboru na založení Národní banky Slovenska. Byl také vládním zmocněncem při přípravných jednáních o vstupu ČSFR do GATT.

#### Národní banka Slovenska
Ve funkci guvernéra Národní banky Slovenska působil od 29. července 1993 do 29. července 1999. O svém působení v centrální bance kromě jiného řekl: „Centrální banka měla tehdy vzhledem k různým okolnostem mnohem větší vliv než má dnes. Takže okruh lidí, s kterými jsem musel dost intenzivně pracovat, byl premiér, prezident, v určité míře členové vlády. Pravidelně jsem se zúčastňoval zasedání vlády a informace související s měnovou politikou byly součástí jejího jednání. Rovněž jsem pravidelně chodil na porady ekonomických ministrů. Tehdy byla měnová politika opravdu pro stát jednou z klíčových oblastí.“
Odcházející Masár navrhl svého nástupce, Mariána Juska.

#### Deloitte
Po odchodu z Národní banky Slovenska přijal nabídku od slovenské pobočky firmy Deloitte, kde následně působil 20 let. Během svého působení ve vedení firmy pracoval na mnohých mezinárodních a domácích projektech, hlavně v oblasti bankovnictví a finančnictví. Byl prezidentem a partnerem (spolumajitelem) slovenské pobočky. Z Deloitte odešel po dosažení věku 62 let, kdy podle interních předpisů firmy musí partneři končit. Na pozici prezidenta jej nahradila Ivana Lorencovičová, zároveň se sloučili pozice prezidenta a vedoucího partnera.
Je ženatý a má dvě děti. Roku 1997 získal Krištáľové krídlo v kategorii Hospodářství. Dne 28. října 1998 mu premiér Slovenské republiky Vladimír Mečiar udělil Řád Ľudovíta Štúra I. třídy.